# Iarda quadra

Comparazione di una iarda quadra con altre misure di superficie anche del sistema metrico decimale.

La iarda quadra è un'unità di misura di superficie del sistema imperiale britannico, un tempo usata nella maggior parte del mondo di lingua inglese, ma oggi generalmente sostituita dal metro quadrato, anche se è ancora sporadicamente usata negli Stati Uniti d'America, nel Regno Unito, in Canada, in Pakistan ed in India. È definita come area di un quadrato di una iarda per lato (3 piedi, 36 pollici, 0,9144 metri).

## Simboli
Non vi sono simboli universalmente riconosciuti ma vengono usati tutti quelli indicati sotto:
- square yards, square yard, square yds, square yd
- sq yards, sq yard, sq yds, sq yd, sq.yd.
- yards/-2, yard/-2, yds/-2, yd/-2
- yards^2, yard^2, yds^2, yd^2
- yards², yard², yds², yd²

## Conversioni
Una iarda quadra è equivalente a:
- 1.296 pollici quadri
- 9 piedi quadri
- ≈0,00020661157 acri
- ≈0,000000322830579 miglia quadre
- 836 127,36 millimetri quadrati
- 8 361,2736 centimetri quadrati
- 0,83612736 metri quadri
- 0,000083612736 ettari
- 0,00000083612736 chilometri quadrati